# Tørvemos
 For alternative betydninger, se Sphagnum. (Se også artikler, som begynder med Sphagnum)
Tørvemos (Sphagnum) er en slægt af mosser. Den er udbredt med mange arter over hele kloden bortset fra Antarktis. Tørvemosser er grønne, gule, røde eller brunlige planter, der danner tørv i kalkfattige moser eller på sur skovbund eller på klipper. De har tidligere været anvendt til mange formål på grund af deres vandsugende evne og anvendes nu især som jordforbedringsmiddel under navnet spagnum. Det videnskabelige navn Sphagnum udtales enten som [sbɑwnɔm] eller [svawnɔm].

## Opbygning
Stænglerne er uden rhizoider (rødder) og vokser uendeligt, mens de efterhånden dør ved grunden. Fra stænglen udgår bundter af grene, der dels er udstående og dels nedhængende.Tørvemossernes millimeterstore blade er ustilkede, kun ét cellelag tykke og mangler bladnerver.
Bladet er opbygget af to slags celler: dels de levende og klorofylholdige celler, og dels nogle store, tyndvæggede, døde hyalinceller. Klorofylcellerne danner et netværk, hvori hyalincellerne udfylder hullerne. Hyalincellerne er sædvanligvis vandfyldte, idet de er porede så vand kan trænge ind ved hjælp af kapillæreffekten. I nogle tilfælde består bladene alene af klorofylceller.

## Formering
Tørvemossernes forekomst i store sammenhængende flader skyldes ukønnet formering, der især foregår ved at grene frigøres og derefter udvikler sig til nye planter. I Danmark vokser stænglerne årligt med 5-7 cm.
Den kønnede formering har dog også betydning. Her sidder antheridierne i toppen af de øverste grene, mens arkegonierne sidder på små skud ved grunden af toppens grenbundter. Sporehuset er kuglerundt og sidder på et skaft (pseudopodium), der ved modenhed er cirka 1 cm langt. Det modne sporehus er brunt og ved et overtryk sprænges låget af og sporerne spredes.

## Økologi
Tørvemosser findes oftest på næringsfattige steder, hvor pH er lavere end 6,0 og klimaet fugtigt. Tørvemos findes hovedsageligt i subarktiske og tempererede områder, mens de i troperne overvejende findes i bjergene.
I Danmark ses disse mosser f.eks. i næringsfattige søer, hvor de med tiden kan dække en større og større del af søen og danne hængesæk sammen med andre planter, der kan leve under sure forhold. Efterhånden kan planterne hæve sig over det omkringliggende terræn, så de kun modtager vand gennem nedbør, hvilket da kaldes en højmose. En tørvemose består mest af døde planter, idet kun den øverste del er levende.
Tørvemosser er i stand til at forsure det miljø som de vokser i. De optager positive ioner i vandet omkring sig, f.eks. kalium-, natrium- og calciumioner. Til gengæld frigives brintioner, hvilket derfor gør vandet mere og mere surt, idet surhed er defineret som koncentrationen af brintioner.

## Anvendelse
Tidligere blev tørvemos anvendt i bleer på grund af dets sugeevne og dets antibiotiske virkning. Under Første Verdenskrig, hvor bomuld var en mangelvare, blev tørvemos brugt i sårkompresser af samme grund . I bjælkehytter blev tørvemos brugt til at tætne sprækker. Eskimoerne brugte tørvemos i deres sælskindsstøvler i stedet for sokker. Fra tørvemoser opgravedes tørv, der i tørret tilstand har en god brændværdi, der dog kun er cirka den halve af kuls.
I dag bliver tørret tørvemos anvendt til jordforbedring som spagnum. På planteskoler omsluttes f.eks. fugtig spagnum rodklumpen på planter, der skal transporteres, så rødderne ikke udtørrer.
Tørvemos som vokser i større mængder i moser menes i det sydvestlige England at kunne modvirke oversvømmelser af lavereliggende egne efter kraftig regn, da det kan holde vand op til 20 gange sin egen tørvægt. Blot skal mosernes drænkanaler blokeres.

## Arter
Der findes omkring 250 arter i slægten tørvemos i verden. De inddeles i en halv snes såkaldte sektioner, hvoraf seks er repræsenteret i Danmark med i alt cirka 38 arter.

### SektionSphagnum
- Stribet tørvemos, Sphagnum affine
- Midtstillet tørvemos, Sphagnum centrale
- Rød tørvemos, Sphagnum magellanicum - kystklima
- Almindelig tørvemos (Butbladet Tørvemos), Sphagnum palustre
- Sodtørvemos, Sphagnum papillosum

### SektionAcutifolia
- Plydstørvemos, Sphagnum capillifolium
- Frynset tørvemos, Sphagnum fimbriatum
- Rustbrun tørvemos, Sphagnum fuscum
- Stiv tørvemos, Sphagnum girgensohnii
- Blød tørvemos, Sphagnum molle
- Tregrenet tørvemos, Sphagnum quinquefarium
- Kohornstørvemos, Sphagnum rubellum - kystklima
- Spraglet tørvemos, Sphagnum russowii
- Fedtet tørvemos, Sphagnum subnitens
- Sirlig tørvemos, Sphagnum subtile[13]
- Spinkel tørvemos, Sphagnum tenerum[14]
- Blygrå tørvemos, Sphagnum warnstorfii

### SektionSquarrosa
- Udspærret tørvemos, Sphagnum squarrosum
- Trindgrenet tørvemos, Sphagnum teres

### SektionSubsecunda
- Krumbladet tørvemos, Sphagnum contortum
- Rødbrun tørvemos, Sphagnum denticulatum
- Stump tørvemos, Sphagnum inundatum
- Storbladet tørvemos, Sphagnum platyphyllum
- Ensidig tørvemos, Sphagnum subsecundum

### SektionCuspidata
- Rødgrenet tørvemos, Sphagnum angustifolium
- Tætbladet tørvemos, Sphagnum balticum
- Pjusket tørvemos (Flydende Tørvemos), Sphagnum cuspidatum
- Brodspidstørvemos, Sphagnum fallax
- Kuplet tørvemos, Sphagnum flexuosum
- Glinsende tørvemos, Sphagnum lindbergii
- Svømmende tørvemos, Sphagnum majus
- Småporet tørvemos, Sphagnum obtusum
- Smuk tørvemos, Sphagnum pulchrum
- Kløftet tørvemos, Sphagnum riparium
- Skebladet tørvemos, Sphagnum tenellum[15]
- Grøn tørvemos, Sphagnum viride

### SektionRigida
- Tæt tørvemos, Sphagnum compactum
- Stjernetørvemos, Sphagnum strictum

## Galleri
- Pokljuka, Slovenien.
- North Ayrshire, Skotland.
- New York (delstat), USA.
- Ottawa, Canada.